# 中東のチャイナタウン
中東のチャイナタウン（ちゅうとうのチャイナタウン）は、中東における中華街。
2004年12月7日アラブ首長国連邦のドバイにドラゴンマートが開設され、ムハンマド・ビン＝ラーシド・アール＝マクトゥーム皇太子（当時）が式典に立ち会った。ドラゴンマートには総額9億ディルハム（約270億円）が投資されている。